# تونوس ماهیچه‌ای
تونوس ماهیچه‌ای یا کِشنگ ماهیچه‌ای (به انگلیسی: Muscle tone یا Tonus) انقباض خفیف و پیوستهٔ ماهیچه است که در ماهیچه‌های اسکلتی باعث حفظ وضعیت ظاهری بدن می‌شود و به بازگشت خون به قلب کمک می‌کند. همچنین جزو انقباض‌هایی است که بدون حرکت استخوان است؛ زیرا انقباض بیشتر ماهیچه‌های اسکلتی با جابجایی استخوان متصل به آن همراه است.
کشنگ در یک ماهیچه اسکلتی عبارت است از میزان سفتی و قوام آن ماهیچه در حالت استراحت. کشنگ ماهیچه‌ای بیانگر انقباض باقی‌مانده یا سفتی طبیعی در ماهیچه اسکلتی است.

## علل فیزیولوژی کشنگ ماهیچه‌ای
تونوس ماهیچه‌ای نشان دهنده وجود پتانسیل عمل در فیبرهای آن ماهیچه‌است که این پتانسیل عمل خود وابسته به پیام‌هایی است که از طریق نورون‌های حرکتی ناحیه شاخ پیشین نخاع به ماهیچه ارسال می‌گردد. تصور بر این است که دو عامل در تحریک نورون‌های حرکتی نخاع جهت ایجاد تونوس ماهیچه‌ای نقش دارند که عبارتنداز:
- پیام‌های ارسالی از مغز
- پیام‌های ناشی از دوک ماهیچه‌ای

## عوامل مقاومت در برابر حرکت غیرفعال
به طورکلی مقاومت در برابر حرکت غیرفعال یک مفصل به عوامل زیر بستگی دارد:
- انقباض باقی‌مانده در ماهیچه یا کشندی ماهیچه‌ای (سفتی طبیعی)
- خصوصیات مکانیکی و الاستیکی بافت ماهیچه‌ای
- بافت‌های همبندی
- خاصیت چسبندگی مایع زلالی Synovial

## کارکرد
بدن ما یک واکنش طبیعی به کشش یا کشش ناگهانی دارد و آن این است که تنش عضلانی را افزایش می دهد. این به محافظت از ما در برابر خطر کمک می کند و ما را متعادل نگه می دارد. این فعال‌سازی مداوم ماهیچه‌ها مانند حالت پیش‌فرض ماهیچه‌ها در حالی است که در حال استراحت هستیم. هر دو ماهیچه های اکستانسور و فلکسور برای حفظ وضعیت بدن در این کار نقش دارند.
تون عضلانی در حالت استراحت از منحنی زنگی شکل پیروی می کند. تون پایین نرم و انعطاف پذیر به نظر می رسد، اما قدرت ممکن است کمتر باشد. تون بالا محکم و قوی به نظر می رسد، اما انعطاف پذیری ممکن است کاهش یابد. همیشه این درست نیست که صدای بالا مساوی قدرت یا تون پایین مساوی ضعف است.
افراد با تون پایین ممکن است با حرکات انفجاری دست و پنجه نرم کنند اما می توانند انعطاف پذیری بالایی داشته باشند. افراد با تون بالا ممکن است چندان انعطاف پذیر نباشند اما می توانند قدرت بیشتری داشته باشند. انعطاف پذیری مفصل نقش بزرگی در انعطاف پذیری کلی دارد. برای مثال، فردی می‌تواند به طور کلی تون عضلانی بالایی داشته باشد، اما به دلیل مفاصل انعطاف‌پذیر همچنان در نواحی خاص انعطاف‌پذیر باشد.
برای تعیین تون عضلانی، مهم است که عوامل مختلفی مانند احساس یک فرد هنگام برداشتن را در نظر بگیرید. کودکان کوچک با تون پایین ممکن است احساس سنگینی کنند، در حالی که کودکان بزرگ با تون بلند ممکن است احساس سبکی داشته باشند. ارزیابی نواحی مختلف قبل از تصمیم گیری در مورد اینکه آیا فردی دارای تون عضلانی بالا، پایین یا نرمال است، بسیار مهم است.

## تونوس پاتولوژیک
دو نوع ناهنجاری تون عضلانی وجود دارد، هیپوتونی و هیپرتونی، که می تواند به دلیل اختلالات فیزیکی ایجاد شود . هیپوتونیا یا تون عضلانی پایین در بیماری های نورون حرکتی تحتانی مانند فلج اطفال دیده می شود و به صورت شلی عضلانی با کاهش پاسخ های رفلکس کششی و مقاومت در برابر حرکت غیرفعال ظاهر می شود. هایپرتونی یا تون عضلانی بالا در بیماری های نورون حرکتی فوقانی مانند ضایعات در دستگاه هرمی و دستگاه خارج هرمی رخ می دهد. به صورت اسپاستیسیته یا سفتی ظاهر می شود. اسپاستیسیتی یک مقاومت وابسته به سرعت در برابر کشش غیرفعال است، جایی که حرکت سریع اندام منجر به افزایش تون عضلانی می شود، در حالی که حرکت آهسته ممکن است انجام نشود. از سوی دیگر، صلبیت یک مقاومت مستقل از سرعت در برابر کشش غیرفعال است، با افزایش یکنواخت تون بدون توجه به سرعت حرکت.

### تونوس در جراحی
تونوس در چشم پزشکی مهم است، جایی که دستکاری عضله خارج چشمی در طول ترمیم استرابیسم اتفاق می افتد. بی نظمی تونیک با بیماری های چشمی مختلفی مانند سندرم ایدی مرتبط است.

### گرفتگی عضلانی
گرفتگی عضلانی، از دست دادن موقت و گاه به گاه تون در گروه‌های عضلانی خم کننده یا بازکننده در افراد سالم است. درمان این گرفتگی ها می تواند چالش برانگیز باشد و داروهایی مانند شل کننده های عضلانی یا کینین می توانند به شما کمک کنند. با این حال، این داروها با تعدیل تون روی هر دو گروه عضلانی تأثیر می‌گذارند. علل گرفتگی عضلات و محرک‌های خاص آن نامشخص است، اما ممکن است از قشر مغز، نخاع یا خود عضله ناشی شود که نشان‌دهنده مشکلات بالقوه سلامتی در آینده است.